# Katolička Crkva u Grčkoj
Katolička Crkva u Grčkoj je dio svjetske Katoličke Crkve, pod duhovnim vodstvom pape u Rimu. Autohtoni katolički Grci su 2022. godine brojali oko 50.000 – 70.000 stanovnika i bili su vjerska, a ne etnička manjina. Većina njih su nasljednici mletačke i genoveške vladavine u južnoj Grčkoj i brojnim grčkim otocima (u Egejskom i Jonskom moru) od ranog 13. do kasnog 18. stoljeća, Grci koji su prešli na katoličanstvo ili potomci tisuća Bavaraca koji su došli u Grčku 1830-ih kao vojnici i civilni upravitelji, prateći kralja Otta.
Sama Katolička Crkva navodi da ukupna populacija katolika u Grčkoj prelazi 350.000 stanovnika. Druge procjene govore da je 2020. u Grčkoj bilo 133 000 katolika (1,22 % stanovništva).
Grčka vlada priznaje Katoličku Crkvu i u zemlji djeluju katoličke škole.